# Alexei Fjodorowitsch Bogomolow
Alexei Fjodorowitsch Bogomolow, auch A. F. Bogomolow (russisch Алексей Фёдорович Богомолов; * 20. Maijul. / 2. Juni 1913greg. in Sizkoje, Gouvernement Smolensk; † 12. April 2009) war ein russischer Ingenieur und Pionier der Raumfahrt.

## Leben
Alexei Bogomolow stammte aus einer Bauernfamilie bei Smolensk. 1923 siedelte die Familie nach Moskau über. Er studierte und war Frontsoldat im Zweiten Weltkrieg; er wurde mit dem Rotbannerorden und weiterer Ehrungen für seinen Einsatz in Leningrad ausgezeichnet. Nach dem Krieg war er am Moskauer Energie-Institut mit Unterstützung der Direktorin Walerija Golubzowa tätig und wurde 1949 promoviert. 1954 veröffentlichte er das erste russische Lehrbuch „Radargrundlagen“.
Er war Mitbegründer des Instituts für Radioteleskopie am Moskauer Energie-Institut OKB-MEI und Direktor von 1954 bis 1988 für den Bereich der Radioteleskopie. 1958 wurde er zum Professor ernannt.
Er war maßgeblich an den ersten Festlegungen für Flugbahnen der ersten und der interkontinentalen ballistischen Raketen in Russland beteiligt. Seine Forschungen für Binokular- und Irtysh-Entfernungssysteme sowie der Satelliten-Telemetrie (Tral-Telemetrie) eröffneten den Weg für das russische Raumfahrtprogramm. Er entwickelte das Molnija-TV-Satellitensystem sowie die Venera 15/Venera 16-Radarsysteme, ebenso die Telemetriesysteme für die Vega-Mission und die Phobos-Mission. Er war Initiator des 64 Meter Durchmesser großen Radioteleskops TNA-1500 in Medvezhii Ozera und Kaljasin.
Bogomolow war Held der sozialistischen Arbeit (1958) und Lenin-Preisträger. Er erhielt zwei staatliche Auszeichnungen der UdSSR. Er war Verdienter für Wissenschaft und Technologie der Russischen Föderation, korrespondierendes Akademiemitglied der Russischen Akademie der Wissenschaften (seit 1966) und Vollmitglied der Russischen Akademie der Wissenschaften (seit 1984).